# Meletie Lefter
Meletie Lefter (n. 1777, Suceava, Monarhia Habsburgică – d. 19 iunie 1848, Iași, Moldova) a fost un cleric ortodox român, care a îndeplinit funcțiile de episcop al Hușilor (1803–1826), episcop al Romanului (1826–1844) și mitropolit al Moldovei (1844–1848).

## Biografie
Venit din Suceava, a depus în 1795 jurămintele monahale într-una dintre mănăstirile din Iași. În 1803 a fost hirotonit episcop al Hușilor. Pe acest scaun a rămas douăzeci și trei de ani, până în 1826, când a fost numit episcop al Romanului.

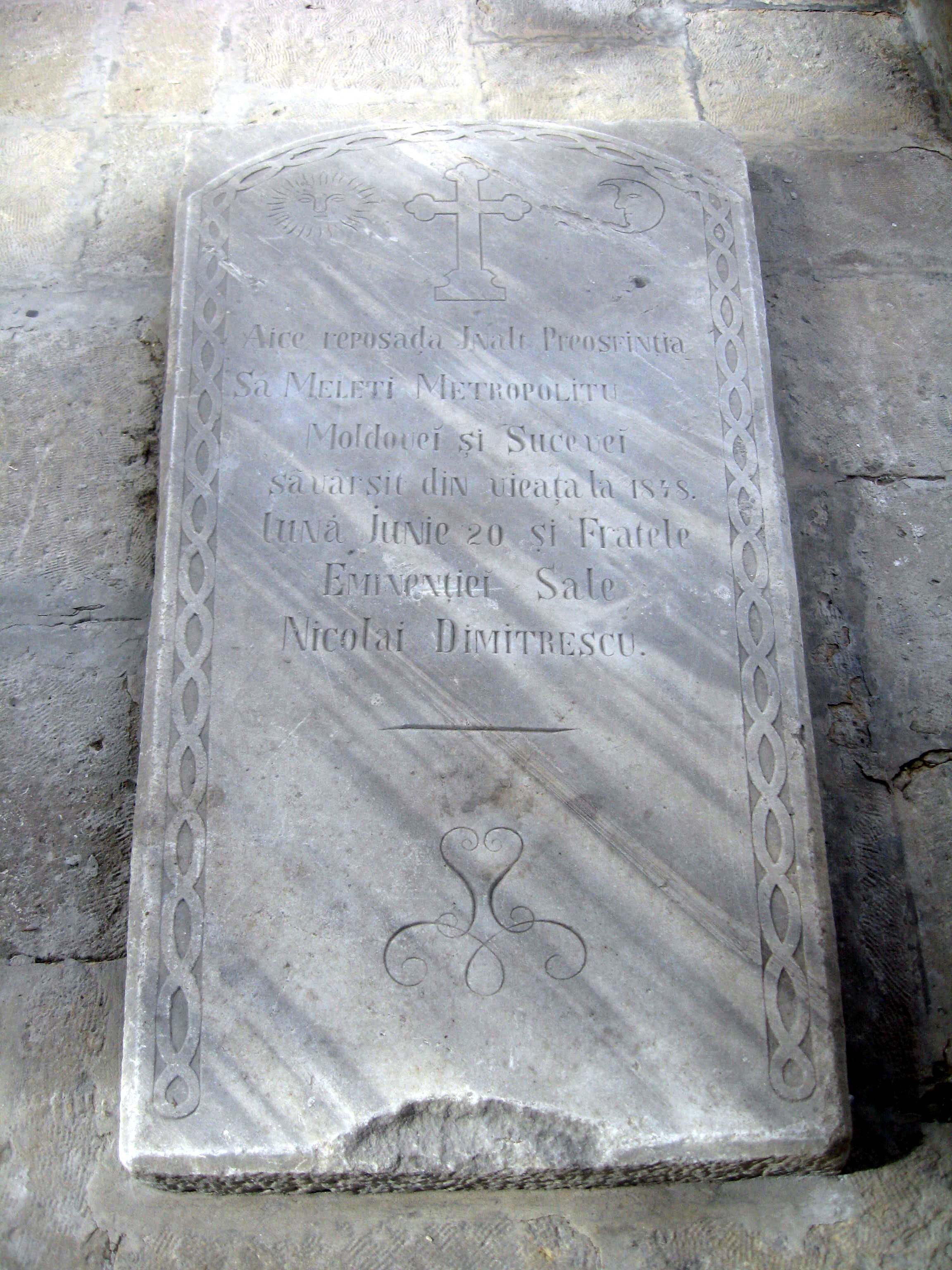
Piatra de mormânt a mitropolitului Meletie

La doi ani de la plecarea forțată a lui Veniamin Costache din funcția de mitropolit al Moldovei, a fost ales succesorul său. Meletie a plătit pentru alegeri, în plus, candidatura sa i s-a părut mai potrivită domnului Mihail Sturdza. Episcopul Meletie al Romanului era mai în vârstă decât adversarul său, episcopul Sofronie al Hușilor. În perioada electorală, clerul rus a călătorit prin Moldova, încercând să obțină sprijinul clerului local pentru ideea de a alătura Mitropolia din Moldova la Biserica Ortodoxă Rusă. Cu toate acestea, acest concept nu a câștigat niciodată popularitate. În perioada mandatului lui Meletie, Mihail Sturdza și vărul său Alecu, ministrul cultelor, s-au amestecat constant în treburile interne ale Bisericii Ortodoxe.
În 1848, Meletie a susținut evenimentele din Primăvara Popoarelor. Împreună cu alți clerici, el a semnat un memorandum prin care se exprima aprobarea revoluției, dar răspunsul la acesta a fost minim. În același an, mitropolitul a murit în timpul unei epidemii de holeră. A fost înmormântat lângă Catedrala „Sf. Gheorghe” din Iași.